# Eunectes akayima
 (février 2024).
Espèce
Synonymes
- Boa murina Linnaeus, 1758
- Boa scytale Linnaeus, 1758
- Boa aquatica Wied-Neuwied, 1824
- Boa gigas Latreille, 1802
- Eunectes barbouri Dunn & Conant, 1936

- Eunectes akayima Rivas & al, 2024

Eunectes akayima, l'Anaconda vert du Nord, est une espèce de serpents de la famille des Boidae. Il a été différencié d'Eunectes murinus, l'Anaconda vert du Sud, en 2024 à la suite d'une étude mettant en lumière une différence de 5,5 % entre leurs génomes.

## Répartition
Eunectes akayima se rencontre dans le bassin de l'Orénoque, y compris en Guyane française et au Surinam.

## Description
La distinction entre E. murinus et E. akayima étant très récente, ce que l'on sait sur son écologie se limite aux rapprochements faisable avec ce que l'on sait sur E. murinus.

## Étymologie
Son épithète spécifique, akayima, s'inspire des termes en langues caribes désignant ce type de serpents avec akayi/okoyi/okoi pour « serpent » et ‐ima/‐imo pour « grand ».

## Publication originale
- (en) Jesús A. Rivas, Paola De La Quintana, Marco Mancuso, Luis F. Pacheco, Gilson A. Rivas, Sandra Mariotto, David Salazar-Valenzuela, Marcelo Tepeña Baihua, Penti Baihua, Gordon M. Burghardt, Freek J. Vonk, Emil Hernandez, Juán Elías García-Pérez, Bryan G. Fry et Sarah Corey-Rivas, « Disentangling the Anacondas: Revealing a New Green Species and Rethinking Yellows », Diversity, Suisse, vol. 16, no 127,‎ 2024, p. 1-28 (e-ISSN 1424-2818, DOI 10.3390/d16020127, lire en ligne, consulté le 22 février 2024).